# Zolof the Rock & Roll Destroyer
Zolof the Rock & Roll Destroyer (vaak gewoon Zolof) is een powerpopband die zijn oorsprong vindt in Philadelphia (Pennsylvania) vanwege de kernleden van de band, Vince Ratti, Rachel Minton en Anthony Green. Haar muziek is typerend voor het poprockgenre en sterk beïnvloed door popmuziek. De leden van de band omschrijven hun muziek als spunkrock vanwege de vrolijke en simpele teksten en de gedenkwaardige ritmes. De band nam deel aan de Mountain Dew Circuit Breakout challenge op MTV2 in 2006, maar werd verslagen door de Californische band Halifax. De gesplitste ep Duet All Night Long volgde in 2007 met Reel Big Fish met covers.

## Bezetting
Huidige bezetting
- Rachel Minton (zang, keyboards)
- Vince Ratti (zang, gitaar)
- Jon Lyons (drums)

Voormalige leden
- T.J. De Blois
- Tank
- Anthony Green
- Matt Celeste (basgitaar)
- Rinaldo Sidky (drums)

## Discografie
- 2002: Zolof the Rock and Roll Destroyer (lp)
- 2003: Jalopy Go Far (lp)
- 2004: The Popsicle EP (ep)
- 2005: Unicorns, Demos, B-sides, And Rainbows (zelf uitgebracht)
- Set the Ray to Jerry
  - 2005: Set the Ray to Jerry – Single (exclusief voor de iTunes Music Store)
  - 2006: The Killer in You (The Smashing Pumpkins tribute compilatie)
- 2007: Duet All Night Long (split met Reel Big Fish)
- 2007: Schematics